# Episodi di Victoria (terza stagione)
La terza stagione della serie televisiva britannica Victoria, composta da otto episodi, è stata trasmessa nel Regno Unito dall'emittente ITV dal 24 marzo al 12 maggio 2019.
La stagione era già stata trasmessa negli Stati Uniti per la prima volta dall'emittente PBS dal 13 gennaio al 3 marzo 2019.
In Italia, la stagione è andata in onda in prima visione su La EFFE, canale satellitare a pagamento della piattaforma Sky, dal 13 settembre al 4 ottobre 2019.
| n° | Titolo originale                          | Titolo italiano                                | Prima TV USA     | Prima TV UK    | Prima TV Italia   |
| -- | ----------------------------------------- | ---------------------------------------------- | ---------------- | -------------- | ----------------- |
| 1  | Uneasy Lies the Head that Wears the Crown | Inquieto giace il capo su cui poggia la corona | 13 gennaio 2019  | 24 marzo 2019  | 13 settembre 2019 |
| 2  | London Bridge Is Falling Down             | Il ponte di Londra sta crollando               | 20 gennaio 2019  | 31 marzo 2019  | 13 settembre 2019 |
| 3  | Et in Arcadia                             | Et in Arcadia                                  | 27 gennaio 2019  | 7 aprile 2019  | 20 settembre 2019 |
| 4  | Foreign Bodies                            | Corpi estranei                                 | 3 febbraio 2019  | 14 aprile 2019 | 20 settembre 2019 |
| 5  | A Show of Unity                           | Una dimostrazione di unità                     | 10 febbraio 2019 | 21 aprile 2019 | 27 settembre 2019 |
| 6  | A Coburg Quartet                          | Il quartetto di Coburgo                        | 17 febbraio 2019 | 28 aprile 2019 | 27 settembre 2019 |
| 7  | A Public Inconvenience                    | Un inconveniente pubblico                      | 24 febbraio 2019 | 5 maggio 2019  | 4 ottobre 2019    |
| 8  | The White Elephant                        | L'elefante bianco                              | 3 marzo 2019     | 12 maggio 2019 | 4 ottobre 2019    |

## Inquieto giace il capo su cui poggia la corona
- Titolo originale: Uneasy Lies the Head that Wears the Crown
- Diretto da: Geoffrey Sax
- Scritto da: Daisy Goodwin

### Trama
Victoria ha avuto altri due figli: il principe Alfred e la principessa Elena, ed è pesantemente incinta del sesto figlio. Mentre le rivoluzioni del 1848 si diffondono in tutto il continente, le idee rivoluzionarie crescono tra la classe operaia britannica. Re Luigi Filippo, ora deposto dal popolo francese a favore di una repubblica, chiede asilo in Gran Bretagna. Nonostante i moniti del Primo Ministro John Russell e del Segretario degli Esteri Lord Palmerston, che pensano che ospitare stranieri potrebbe scatenare l’opinione pubblica contro di lei, Victoria concede all’ex re il permesso di recarsi a Londra. La sorellastra materna di Victoria, la principessa Feodora di Leiningen, arriva inaspettatamente a Buckingham Palace, in cerca di sicurezza dai rivoluzionari tedeschi. Ispirati dalle rivoluzioni, i Cartisti protestano contro la monarchia e Albert insiste sulla ritirata familiare a Osborne House sull’isola di Wight. Quando Victoria e Albert accettano di partire il giorno successivo, una protesta di cartisti culmina fuori dal palazzo con un mattone che viene gettato contro la finestra davanti alla quale Victoria stava e lo shock le fa rompere le acque.

## Il ponte di Londra sta crollando
- Titolo originale: London Bridge Is Falling Down
- Diretto da: Geoffrey Sax
- Scritto da: Daisy Goodwin

### Trama
Victoria entra in travaglio mentre i cartisti continuano le loro proteste alle porte del palazzo, anche se presto si ritirano. Victoria dà alla luce la sua quarta figlia, la principessa Luisa, chiamata con il nome della madre di Albert. Il Primo Ministro, insieme a Lord Palmerston e al Duca di Wellington, chiede a Victoria di firmare l’ordine di dispiegare le truppe per bloccare i cartisti. Victoria insiste sul fatto che i cartisti siano autorizzati a consegnare la loro carta a Westminster in quanto sono un movimento pacifico e si rifiuta di firmare. Quando scopre che una perquisizione da parte della polizia condotta presso il quartiere generale dei cartisti aveva portato alla scoperta di numerosi fucili, Victoria crede di essere vittima di un eventuale attentato e quindi firma l’ordine. Albert si confronta con Luigi Filippo dopo aver spaventato Vicky e Bertie facendo loro credere che Victoria verrà giustiziata sulla ghigliottina e decide che la famiglia deve partire per Osborne House. Lord Palmerston salva la Duchessa di Monmouth dopo l’attacco. Dopo aver spiegato dei soldati a guardia del ponte per Westminster, Victoria cambia idea e decide di far passare i cartisti. Dopo essere arrivata ad Osborne House, Victoria riceve dal duca un rapporto secondo cui i cartisti hanno consegnato la loro carta ed è frustata dal fatto che non c'era.

## Et in Arcadia
- Diretto da: Geoffrey Sax
- Scritto da: Guy Andrews

### Trama
Mentre la famiglia reale sta ad Osbourne House, Victoria riceve la notizia che Palmerston ospita Lajos Kossuth, il democratico ungherese e il leader dei suoi costituzionalisti, sostenuto da molti in Parlamento. Victoria la considera un atto di insubordinazione; lei e Albert discutono di tornare a Londra. Invece, Victoria invita Lord Palmerston e Lord Russell a rimanere ad Osborne per discutere del problema. Victoria e Albert si scontrano su come crescere Bertie. Victoria e Palmerston sono di comune accordo e gli permette di cenare con Kossuth.
Francatelli rassegna le dimissioni e incoraggia una riluttante Nancy a fare lo stesso per poter iniziare una nuova vita insieme. Nancy informa Victoria delle sue dimissioni e del suo matrimonio. La famiglia reale torna Londra su insistenza di Victoria, che cerca di far visita ad Albert nel suo ufficio ma si blocca e ignora i suoi appelli.

## Corpi estranei
- Titolo originale: Foreign Bodies
- Diretto da: Chloë Thomas
- Scritto da: Otilie Wilford

### Trama
Victoria e Albert si scambiano lettere per discutere se Albert debba lasciare l’Università di Cambridge dopo aver ricevuto la posizione di Cancelliere, e sull’istruzione di Bertie. Victoria lo vuole accanto a lei per ricevere gli ambasciatori stranieri dopo il battesimo di Luisa. Viene a sapere di un’epidemia di colera che ha colpito Londra. Il medico John Snow sospetta che l’acqua contaminata sia la causa, ma si presume che sia un eccentrico. Albert tiene un discorso a Cambridge a favore della modernizzazione del programma, stimolando il conservatore Conte di Powis che è in competizione con Albert per la carica di Cancelliere. Anche se Albert vince le elezioni, cerca di rifiutare credendo che gli studenti non lo sosterranno. Albert accetta l’incarico dopo l’incoraggiamento di Lord Palmerston, che rivela di aver votato per lui. Victoria si reca all’ospedale e incontra l’infermiera Florence Nightingale, che afferma che Snow è l’unico medico che tiene davvero ai pazienti. Dopo Victoria insiste per incontrarlo per ascoltare la sua teoria.
Nancy rivela a Francatelli i essere incinta, ma in seguito contrae il colera dopo aver bevuto un tonico per curare le nausee mattutine, non sapendo che è stato preparato con acqua contaminata. Snow individua la fonte della malattia, una pompa a Soho  e la chiude. Dopo aver visitato Nancy prima di morire, Victoria legge la lettera che aveva ignorato in precedenza e cerca conforto in Albert, che è tornato a casa e si riconcilia. Francatelli chiama l’hotel “Nancy’s” in onore della moglie.

## Una dimostrazione di unità
- Titolo originale: A Show of Unity
- Diretto da: Chloë Thomas
- Scritto da: Guy Andrews

### Trama
Victoria subisce un altro attentato alla sua vita durante una passeggiata in carrozza con i suoi due figli più grandi e Sophie, la Duchessa di Monmouth. Viene a sapere da Abigail che, sebbene la Grande Carestia in Irlanda stia volgendo al termine, c'è un forte movimento per l'indipendenza irlandese. Victoria decide di andarci dopo che si rende conto che nessun monarca del Regno Unito ha visitato l’Irlanda dal Medioevo. Bertie rimane a Londra con il suo nuovo tutore, il signor Caine, mentre Feodora dovrebbe badare agli altri bambini.  Nella tenuta di Palmerston,  Classiebawn Castle, vicino a Sligo, Victoria viene a conoscenza del matrimonio aperto tra Lord e Lady Palmerston. Albert chiede a Lord Palmerston dove sono andati i suoi fittavoli e Palmerston gli spiega che li ha aiutati ad emigrare a New York. Sophie si avvicina a Joseph, il cameriere. Tornando a casa, Victoria scopre Caine maltrattare Bertie mentre gli sta facendo lezione. Inorridito, Albert si preoccupa che danneggerà i suoi figli ed è grato se non ne avranno più, fino a quando Victoria gli dice che è di nuovo incinta.

## Il quartetto di Coburgo
- Titolo originale: A Coburg Quartet
- Diretto da: Chloë Thomas
- Scritto da: Daisy Goodwin

### Trama
Lo zio materno di Victoria, il re Leopoldo del Belgio, arriva per il battesimo del suo settimo figlio, il principe Arturo. Victoria scopre che alcuni disegni privati di lei stessa e Albert sono stati copiati e stampati dalla stampa, che lei vede come un affronto alla sua dignità. Abigail e Lord Palmerston le dicono che in verità sta diventando più popolare. Albert fa condurre uno studio frenologico sulla testa di Bertie e si preoccupa che sia Victoria che Bertie abbiano ereditato il temperamento di Giorgio III. Feodora organizza un ballo di battesimo a tema georgiano, ma Victoria non è contenta che Feodora abbia venduto i biglietti ad ospiti non idonei. Durante il ballo, Feodora rivela a Victoria che la loro madre e Leopold l’hanno mandata via dopo che lo zio paterno di Victoria, il re Giorgio IV, tormentò suo fratello per avere la possibilità di sposare Feodora e di produrre un erede. Sophie, la duchessa di Monmouth, inizia una relazione con Joseph, il cameriere. Victoria arriva a credere che Feodora la odi e a temere che Albert non la ami più.

## Un inconveniente pubblico
- Titolo originale: A Public Inconvenience
- Diretto da: Delyth Thomas
- Scritto da: Ottilie Wilford

### Trama
Lord Palmerston e Albert si scontrano con l’opinione pubblica -Lord Palmerston per la sua reazione di diplomazia delle cannoniere al maltrattamento di Don Pacifico in Grecia, e Albert per il suo ambizioso progetto di una grande esibizione per celebrare la tecnologia industriale. Victoria riduce l’influenza di Feodora invitando sua figlia, Adelaide, in Inghilterra per avere un approccio amichevole. Sophie considera di fuggire con Joseph, ma suo marito provvede affinché due dottori la imprigionino per insanità mentale. Preoccupata del fatto che Albert verrà umiliato se l’esibizione fallirà, Victoria prova a distrarlo offrendogli il posto di comandante supremo, ma Albert rifiuta. Mentre Lord Palmerston riacquista l'approvazione pubblica, Albert è scoraggiato da battute d'arresto per il suo progetto e decide di diventare comandante supremo. Victoria decide di sostenere il suo sogno indipendentemente dal risultato, e Albert trova un architetto in grado di creare un design che aiuti la Grande Esposizione ad avere successo. Albert spiega a Victoria che dopo dieci anni di matrimonio il loro amore è cambiato ma resiste ancora.

## L'elefante bianco
- Titolo originale: The White Elephant
- Diretto da: Delyth Thomas
- Scritto da: Daisy Goodwin

### Trama
La Grande Esposizione è un grande successo, per il sollievo della famiglia reale, e Albert è applaudito dalla folla. Vittoria costringe il duca di Monmouth a permettere alla sua moglie imprigionata di partecipare, dove Joseph le propone di fuggire con lui il giorno dopo, pianificando di emigrare negli Stati Uniti. Tuttavia, Victoria affronta Sophie, rimproverandola per aver considerato l'idea di abbandonare suo figlio, e si offre di darle una casa separata dal Duca.  La dichiarazione pubblica di Lord Palmerston di sostegno a Napoleone III crea una reazione avversa in Parlamento che lo costringe a dimettersi come Ministro degli Esteri. La relazione di Vittoria e Alberto con Feodora arriva al capolinea quando ammette di contemplare il suggerimento di Lord Palmerston di un matrimonio fra sua figlia e Napoleone III e non con il principe di Germania come Albert desiderava. Feodora si infuria fuori dalla camera di Victoria giurando di andarsene per sempre, ma Victoria compie un ultimo tentativo di riconciliazione.
L'episodio finisce in incertezza perché Albert, mentre sta parlando con Victoria, crolla sul pavimento del palazzo, Joseph aspetta Sophie alla Euston Station e Lord Palmerston e sua moglie decidono di rimanere a Londra perché Palmerston cerca di diventare Primo Ministro.